# Geografia del Qatar

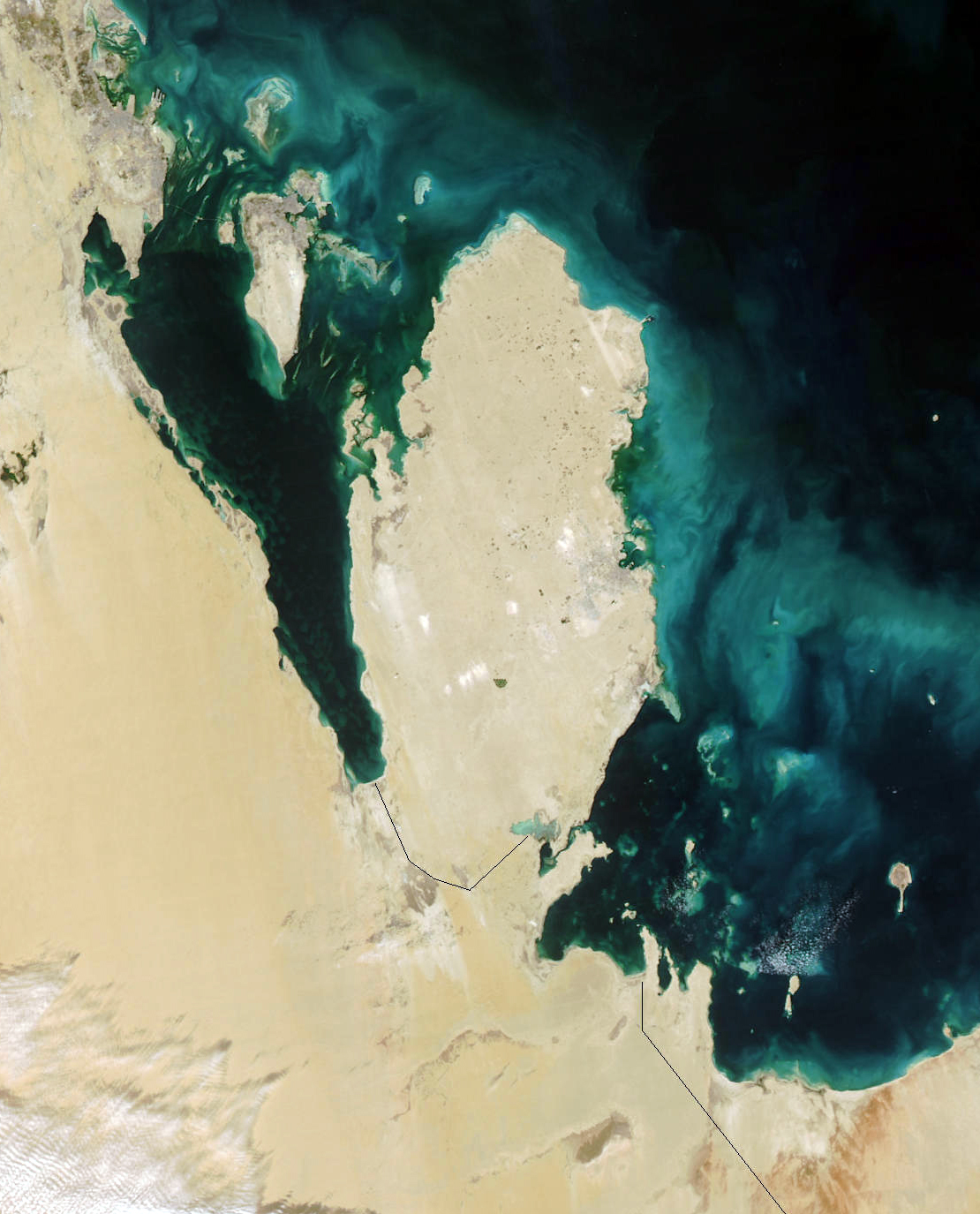
Qatar (gennaio 2003).

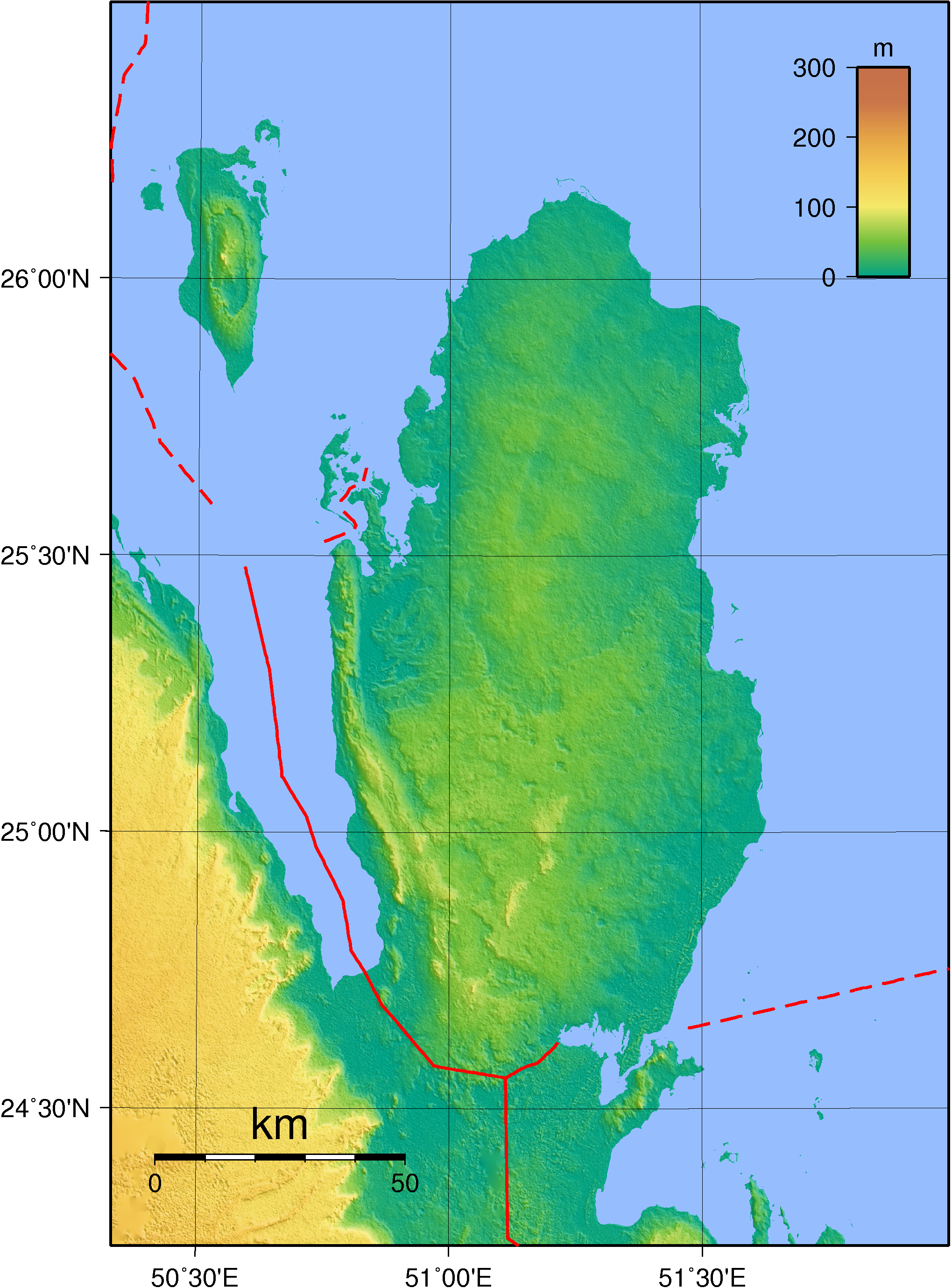
Topografia del Qatar.

Con una superficie leggermente più piccola di quella dello stato statunitense del Connecticut, la penisola del Qatar si estende per circa 160 km da nord a sud, 80 km da est a ovest, ed ha forma generalmente rettangolare. Condivide un confine con l'Arabia Saudita orientale nel punto in cui la penisola si congiunge con la terraferma ed è posta a nord e a ovest degli Emirati Arabi Uniti. Lo stato insulare del Bahrein è situato circa 40 km a nord-ovest del Qatar. Una disputa territoriale con il Bahrein è stata risolta solamente nel 2001, quando la Corte Internazionale di Giustizia assegnò le isole Ḥawār (appena di fronte alla costa del Qatar) al Bahrein e concesse al Qatar la sovranità sull'isola di Janān e sulla città-fortezza in rovina di Al-Zubārah (sulla penisola del Qatar). Nello stesso anno il Qatar firmò anche un accordo definitivo per la demarcazione del confine con l'Arabia Saudita.

## Morfologia e idrografia
La maggior parte della superficie del Qatar è costituita da un piatto deserto di pianura, che da est si innalza fino a un altopiano calcareo centrale. Alcune colline si innalzano fino a circa 40 m lungo le coste occidentali e settentrionali, e la collina di Abū al-Bawl (103 m) è il punto più elevato del paese. Dune di sabbia e distese di sale, o sabkhah, sono la principale caratteristica topografica dei settori meridionali e sud-orientali. Il Qatar ha oltre 560 km di linea costiera; il suo confine con l'Arabia Saudita è lungo circa 60 km. Non presenta specchi d'acqua dolce permanenti.

## Suoli
I suoli del Qatar sono caratterizzati da una bassa gradazione di materiale organico e sono generalmente calcarei e improduttivi dal punto di vista agricolo. Le dune di sabbia battute dal vento sono comuni, e la distribuzione del suolo al di sopra del substrato roccioso è debole e irregolare. La salinità del suolo è elevata nelle regioni costiere e nelle regioni agricole in cui la scarsa regolamentazione dell'irrigazione ha portato a un aumento della salinità.

## Clima
Il clima è caldo e umido da giugno a settembre, con temperature diurne che possono raggiungere i 50 °C. I mesi primaverili e autunnali - aprile, maggio, ottobre e novembre - sono temperati, con temperature medie di circa 17 °C, e gli inverni sono leggermente più freschi. Le precipitazioni sono scarse, e ogni anno (generalmente in inverno) cadono meno di 75 mm di pioggia.

## Flora e fauna
La vegetazione è presente solamente nel nord, dove sono situate le aree coltivate irrigate del paese e dove le piante del deserto fioriscono brevemente durante la stagione delle piogge. La fauna è scarsa, e il governo sta portando avanti un programma per la protezione dell'orice d'Arabia, animale nazionale del Qatar.